# Amblystomus raymondi
Amblystomus raymondi é uma espécie de insetos coleópteros pertencente à família Carabidae.
A autoridade científica da espécie é Gautier des Cottes, tendo sido descrita no ano de 1861.
Trata-se de uma espécie presente no território português.